# Liste der israelischen Botschafter in den Vereinigten Staaten
Die Liste der israelischen Botschafter in den Vereinigten Staaten bietet einen Überblick über die Leiter der israelischen diplomatischen Vertretung in den USA seit der Gründung Israels im Jahr 1948 bis heute. 
| Amtszeit     | Name               | Anmerkung |
| ------------ | ------------------ | --------- |
| 1948–1950    | Eliyahu Eilat      |           |
| 1950–1959    | Abba Eban          |           |
| 1959–1968    | Avraham Harman     |           |
| 1968–1973    | Jitzchak Rabin     |           |
| 1973–1979    | Simcha Dinitz      |           |
| 1979–1982    | Ephraim Evron      |           |
| 1982–1983    | Mosche Arens       |           |
| 1983–1987    | Meir Rosenne       |           |
| 1987–1990    | Mosche Arad        |           |
| 1990–1993    | Zalman Shoval      |           |
| 1993–1996    | Itamar Rabinovich  |           |
| 1996–1998    | Eliahu Ben-Elissar |           |
| 1998–2000    | Zalman Shoval      |           |
| 2000–2002    | David Ivry         |           |
| 2002–2006    | Daniel Ayalon      |           |
| 2006–2009    | Sallai Meridor     |           |
| 2009–2013    | Michael Oren       |           |
| 2013–2021    | Ron Dermer         |           |
| 2021         | Gilad Erdan        |           |
| seit 11/2021 | Michael Herzog     |           |